# Anopheles sundaicus
Anopheles sundaicus är en tvåvingeart som först beskrevs av Rodenwaldt 1948.  Anopheles sundaicus ingår i släktet Anopheles och familjen stickmyggor. Inga underarter finns listade i Catalogue of Life.